# Chang Yung-fa
Chang Yung-fa CBE (chinesisch: 張榮發; Pinyin: Zhāng Róngfā; Pe̍h-ōe-jī: Tiuⁿ Êng-hoat; * 6. Oktober 1927 in Su’ao, Taihoku, Taiwan unter japanischer Herrschaft; † 20. Januar 2016 in Taipeh) war ein taiwanischer Geschäftsmann. Er gründete und leitete die Evergreen Group.

## Biografie
Chang wurde in Su'ao geboren, als Taiwan unter japanischer Herrschaft stand. Als er sieben Jahre alt war, zog die Familie nach Keelung. Nach seinem Abschluss an der Taipei Commercial High School im Alter von 18 Jahren arbeitete er im Büro einer japanischen Reederei in Taipeh. Er setzte seine Ausbildung durch den abendlichen Besuch einer Fachschule in Taipeh fort.
Nach dem Zweiten Weltkrieg trat er als Dritter Offizier in den Dienst einer örtlichen Reederei ein. Seine weitere Karriere verbrachte er bei verschiedenen lokalen Unternehmen und stieg bis zum Kapitän auf.
Im Jahr 1961 gründete Chang gemeinsam mit einigen Freunden eine Reederei. Nachdem er dieser Firma beim Aufbau geholfen hatte, entschied er sich, auf eigene Faust weiterzumachen, und gründete am 1. September 1968 die Evergreen Marine Corporation mit nur einem gebrauchten 15.000-Tonnen-Schiff namens Central Trust.
In den nächsten vier Jahren baute Chang seine Flotte auf zwölf Schiffe aus und setzte sie bei Bedarf auch leer ein, um seinen Kunden zu zeigen, dass seine Dienstleistungen regelmäßig und zuverlässig waren. Innerhalb eines Jahres expandierte er in den Nahen Osten. Innerhalb von drei Jahren schickte Chang Evergreen-Schiffe in die Karibik.
Im Jahr 1975 erkannte Chang, dass Containerisierung der Weg nach vorne war. Er baute vier moderne Containerfrachtschiffe vom Typ S und startete seinen Service an der US-Ostküste. Fünfzehn Monate später erweiterte er sein Netzwerk um die Westküste der Vereinigten Staaten. 1979 folgte Europa.
Ab 1984 startete er seinen bisher ehrgeizigsten Service – zwei 80-tägige Weltumrundungs-Routen, eine in östlicher Richtung und eine in westlicher Richtung. Alle 10 Tage startend, hatten die 20 G-Typ-Containerfrachtschiffe, die er einsetzte, eine Kapazität von jeweils 2.728 Containern und konnten mit einer Geschwindigkeit von 20,5 Knoten fahren.
Die Evergreen Group hat sich neben der Schifffahrtsindustrie auf schwere industrielle Entwicklung, Lufttransport, Hotels und Resorts ausgedehnt.
Die Evergreen Group umfasst heute über 27.000 Mitarbeiter und mehr als 220 Büros weltweit und besteht aus etwa 30 großen Unternehmen weltweit, von denen 3 an der Taiwan Stock Exchange gelistet sind. Während der Präsidentschaftswahlen in der Republik China im Jahr 2012 äußerte Chang seine Ablehnung des sogenannten „Taiwan Consensus“. Die China Post berichtete, dass er sagte, der „Taiwan Consensus“ sei „ein Hauch von taiwanischer Unabhängigkeit“, was nach Angaben der Zeitung „nicht sein Ding“ sei. Im Februar 2012 wurde berichtet, dass Chang versprochen habe, sein Vermögen von etwa 50 Milliarden NT$ (1,7 Milliarden US-Dollar, 1,5 Milliarden Euro, 1,4 Milliarden britische Pfund im Jahr 2020) hauptsächlich über die Chang Yung-fa Foundation zu spenden.
Chang war zweimal verheiratet, zunächst mit Lin Chin-chih, mit der er eine Tochter und drei Söhne hatte. Seine zweite Frau Lee Yu-mei brachte ihm einen Sohn zur Welt – Chang Kuo-wei, den Gründer von Starlux Airlines. Am 20. Januar 2016 starb Chang im Alter von 88 Jahren.

## Verleihungen
- Ehrendoktor der Human Letters der California State University, 1990.
- Ehrendoktor der Betriebswirtschaftslehre der University of South Carolina, 1995.
- Ehrendoktor für Schifffahrt und Transportmanagement der National Taiwan Ocean University, 1998.
- Ehrendoktor der Betriebswirtschaftslehre der Nottingham Trent University, 1999.
- Ehrendoktor der Betriebswirtschaftslehre der National Chiao Tung University, 2000.
- Ehrendoktor für Verkehrswesen und Akademiker der Russischen Akademie für Verkehrswesen, 2007.
- Ehrenprofessur der University-of-Houston-Downtown, 2008.

## Ehrungen und Auszeichnungen
- Orden des Rittertums (D.M.P.N.), der den Titel „Dato“ trägt, Staat Penang, Malaysia, 2000.[10]
- Offizier der Ehrenlegion, Frankreich, 2002.[11]
- Empfänger des Lifetime Achievement Award, Lloyd’s List 2006.[12]
- Commander des Order of the British Empire (CBE), Vereinigtes Königreich, 2006.[13]
- Ehrenkommandeur des Order of Loyalty to the Crown of Malaysia (P.S.M.) (2006).[14][10]
- Ritter des Großkreuzes (Cavaliere di Gran Croce), Italien, 2007.[15]
- Commander des Order of the Crown (Commandeur de l'Ordre de la Couronne), Belgien, 2008.[11]
- Commander im Order of Orange-Nassau, Niederlande, 2011.[16]
- Orden der Aufgehenden Sonne, Gold und Silberstern der japanischen Regierung, 2012.[17]
- Verdienstorden der Bundesrepublik Deutschland, 2014.[18]